# Dendropoma irregulare
Dendropoma irregulare är en snäckart som först beskrevs av d'Orbigny 1842.  Dendropoma irregulare ingår i släktet Dendropoma och familjen Vermetidae. Inga underarter finns listade i Catalogue of Life.